# Антоній Морський
Антоні Морський гербу Сокира (пол. Antoni Moski; ? — 1777) — польський шляхтич, урядник Республіки Обох Націй (Речі Посполитої). Батько публіциста, дипломата, політичного діяча Тадеуша Морського. Представник роду Морських.

## Життєпис
Батько — перемиський чесник Юзеф Морський, який дуже розбагатів, завдяки чому родина стала впливовою. Мати — Францішка із Солтиків.
Мав посади перемиського (1754—1765) та львівського каштеляна (1764—1777). Нагороджений орденом Білого Орла 1774 року.
Дружини — Анна Сємінська та сестра Примаса Польщі, графа Ігнація Красицького Бриґіда. Відомі діти:
- Онуфрій Морський
- Тадеуш Морський